# Pheles heliconides
Espèce
Pheles heliconides est un insecte lépidoptère appartenant à la famille  des Riodinidae et au genre Pheles.

## Taxonomie
Pheles heliconides a été décrit par Gottlieb August Wilhelm Herrich-Schäffer en 1853.

### Sous-espèces
- Pheles heliconides heliconides
- Pheles heliconides rufotincta Bates, 1868; présent en Équateur et au Brésil[1].

## Description
Pheles heliconides est un papillon aux ailes hyalines nacrées à nervures noires et bordure noire. Aux ailes antérieures les plages nacrées sont séparées en une zone proximale et une zone distale. Les ailes postérieures ont une bordure jaune au bord interne.

## Écologie et distribution
Pheles heliconides est présent en Guyane, en Guyana, en Équateur, au Brésil et au Pérou.

### Biotope
Il réside en Amazonie.

### Protection
Pas de statut de protection particulier.

## Philatélie
Guyana a émis un timbre avec Pheles heliconides dans une série de 16 timbres de papillons